# Honda Legend
Honda Legend (укр. Хонда Леґенд) — розкішні седани, що виробляються компанією Honda з 1985 року.

## Перше покоління (KA1/2/3/4/5/6) (1985-1990)

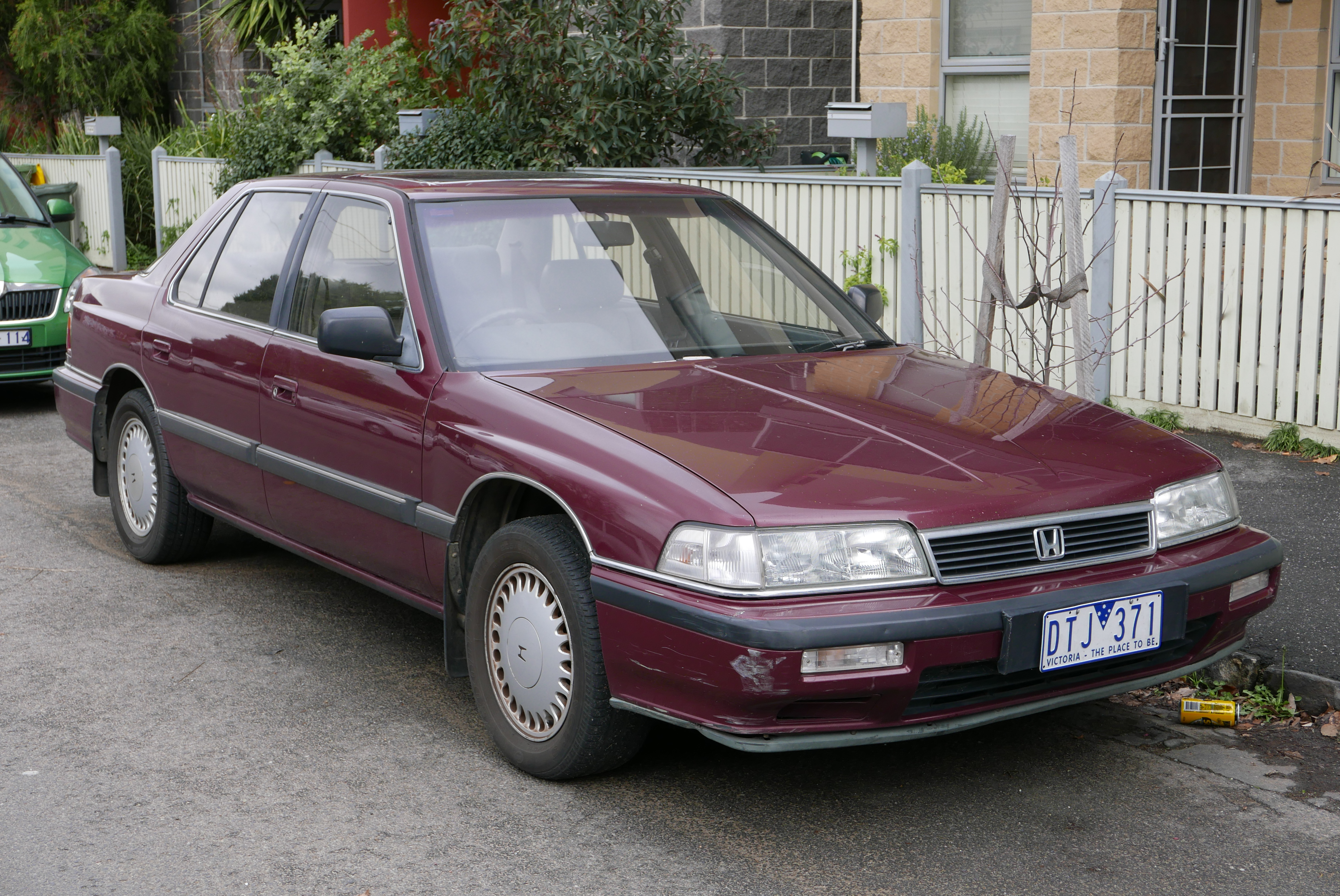
Honda Legend 1 (1985-1990)

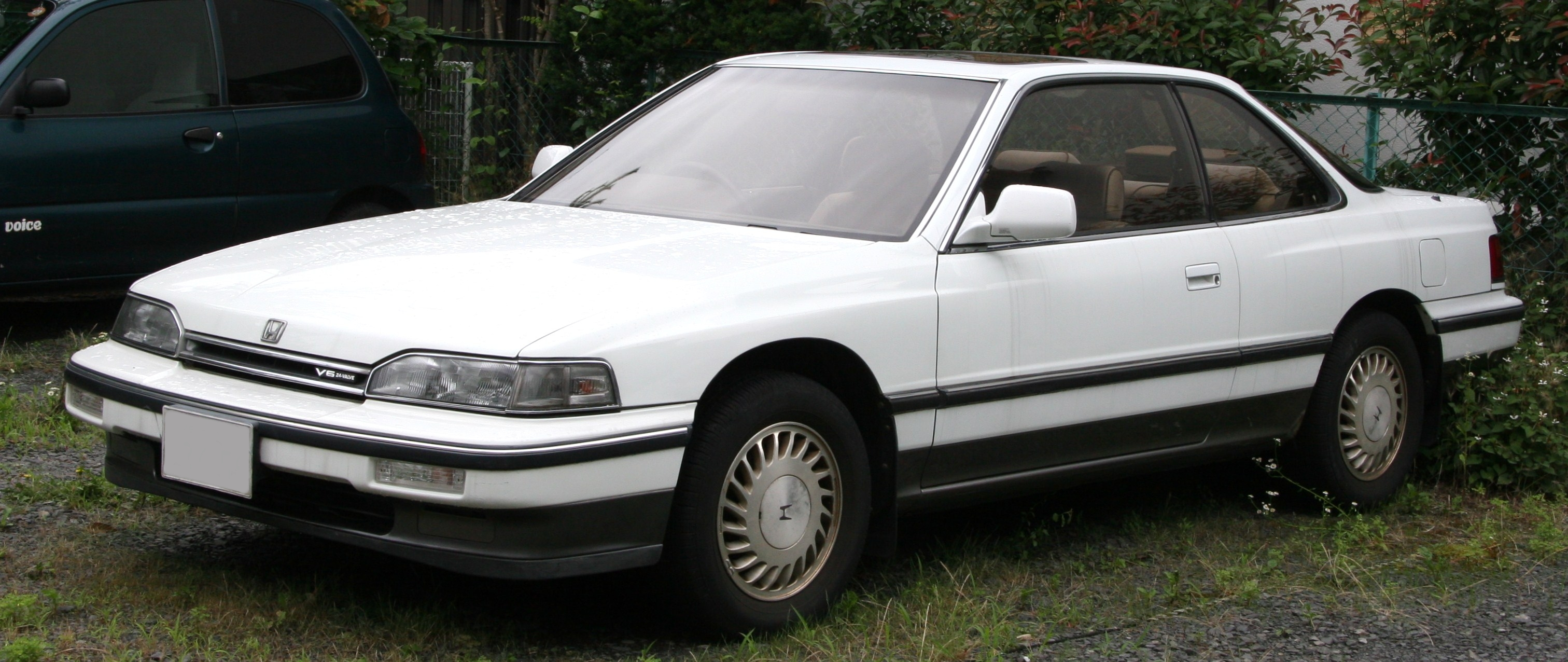
Honda Legend 1 Coupe (1987-1990)

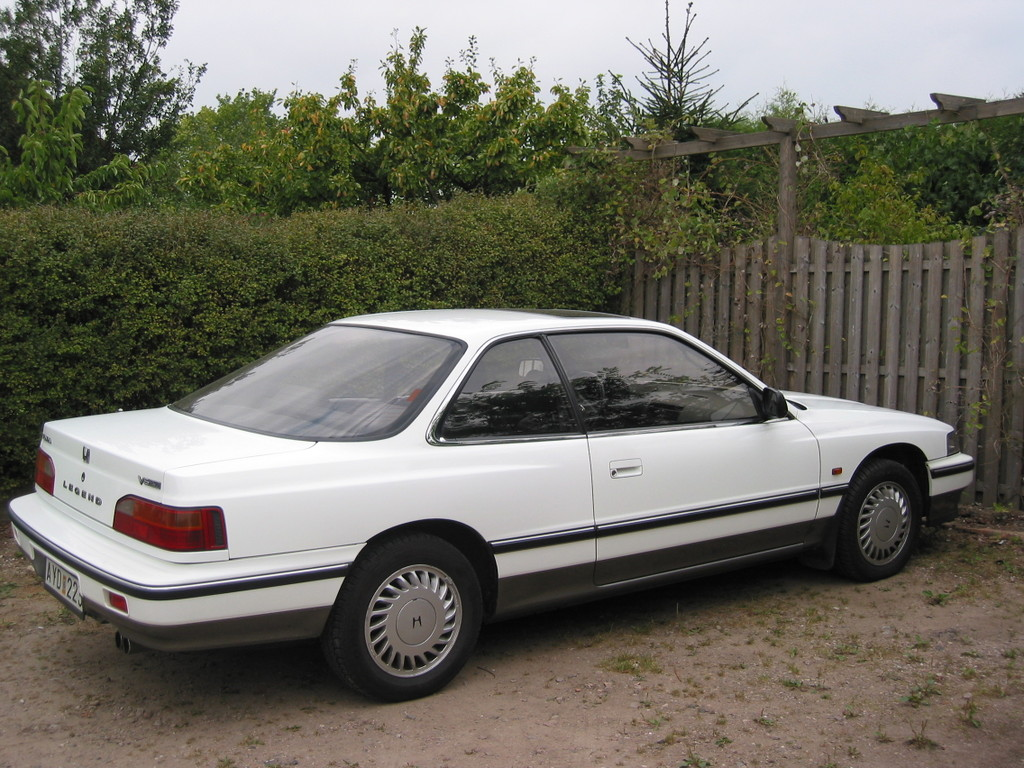
Honda Legend 1 Coupe (1987-1990)

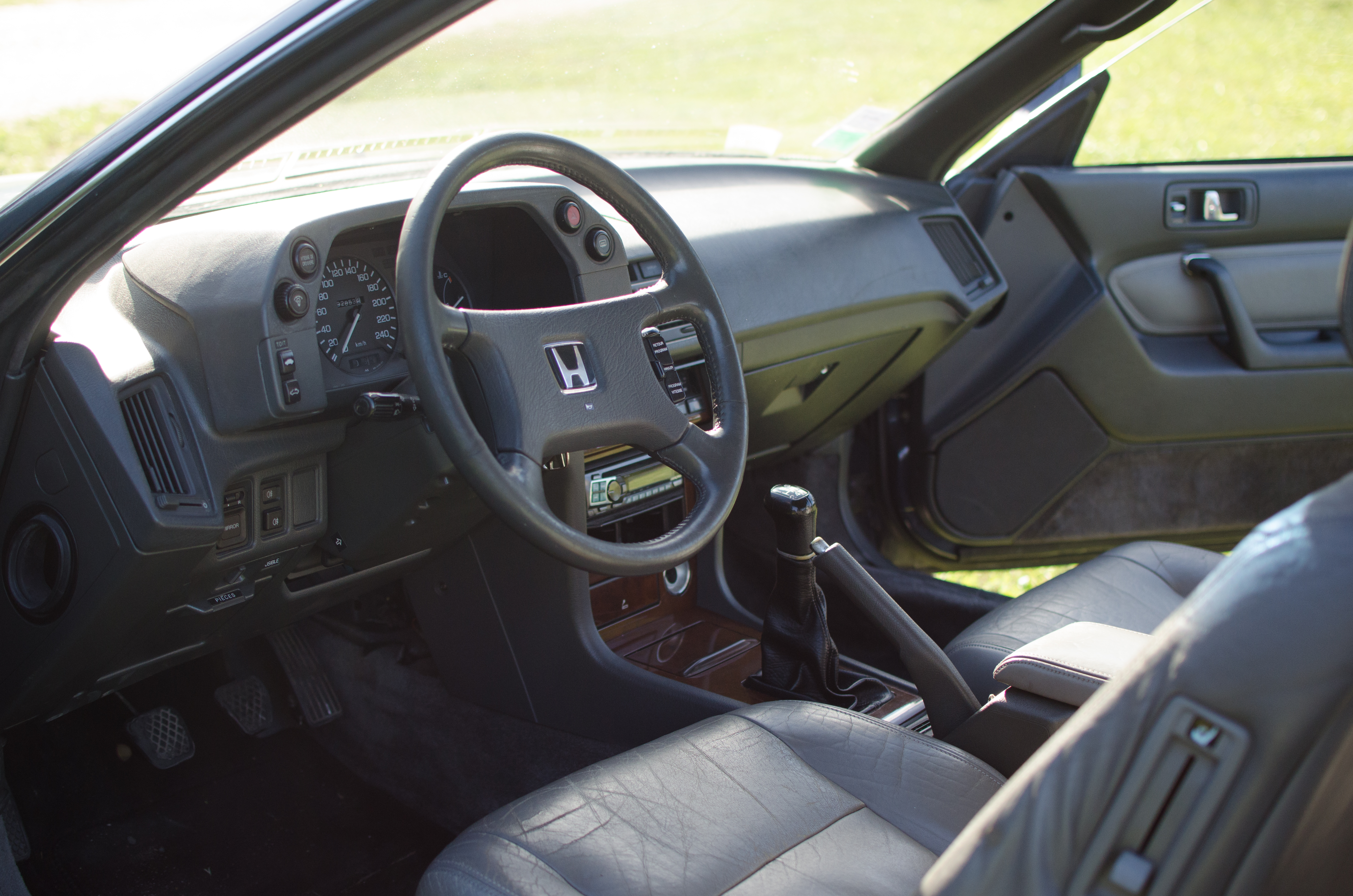
Салон

Розвиваючи свій успіх на північноамериканському ринку, Honda випустила в жовтні 1985 року повнорозмірну модель седана бізнес-класу Legend, вирішивши тим самим на пряму конкурувати з марками BMW і Mercedes-Benz, що було неможливо собі уявити ще наприкінці 70-х. Настільки смілива ініціатива найнеординарнішого японського виробника спочатку не віщувала нічого хорошого в сенсі ринкових перспектив, але допомогла зламати стереотип споживачів, які вважали, що японці нічого респектабельного виробляти не можуть. Але поступово вони оцінили грамотну конструкцію і великий досвід компанії у виробництві силових агрегатів, здатних витримувати довготривало високий темп їзди. Салон Honda Legend спочатку являв собою типово японський інтер'єр автомобіля середнього класу. Щось подібне можна було побачити в автомобілях Nissan Cedric, Nissan Skyline, Toyota Cressida — характерних японських представників середнього класу. Згодом, постійно розширюючи список стандартно встановлюваного обладнання, компанія Honda вивела модель Legend за рівнем оснащення в лідери ринку і, безумовно, випередила в цьому відношенні на американському ринку європейські автомобілі аналогічного класу, на що і робився початковий розрахунок.
У лютому 1987 року було подано чотиримісне купе, продажі якого в США були організовані через нову торговельну мережу люксової марки Acura, що належить компанії Honda.
Кузов Legend Coupe хоча і дводверний, але вхід і вихід пасажирів із заднього ряду сидінь досить зручний (якщо порівнювати з аналогічними європейськими моделями типу Mercedes-Benz SEC або BMW 6 Серії). З 1988-го почали встановлювати складну двоважільній задню підвіску. Крім цього японські і євро-американські моделі одержали різне оформлення передньої частини кузова (інших відмінностей не було, що полегшує життя покупцям «секонд хенд»). Широкий асортимент встановлюваного додаткового обладнання та силові агрегати також уніфіковані, тому конкретна країна покупки автомобіля не важлива. Honda Legend в цьому відношенні додаткових проблем не створює, тільки потрібно уточнювати, якого типу двигун, коробка передач встановлені на автомобілі, а також точний рік випуску.
Спочатку Legend комплектували 2-літровим бензиновим двигуном V6 потужністю 145 к.с., але так як покупцям цього було недостатньо, з вересня 1987 надійшли у продаж і версії з 2,7-літровим V-подібним шестициліндровим 180-сильним двигуном з непоганим крутним моментом, максимальне значення якого досягає 226 Нм  4500 об/хв. За високу динаміку розгону (8,9 с до 100 км / год) довелося заплатити підвищеним паливними апетитом, який при їзді в місті (з автоматичною трансмісією) може становити 15-16 л на 100 км. При цьому на швидкості 90-120 км / год споживання бензину залишається в межах 9-11 л на 100 км.
Турбонадувна версія 2,0-літрового бензинового двигуна представлена у 1988 році. Вона-то, по суті, і змусила говорити про Honda (Acura) Legend з відтінком поваги.
Чітке рульове управління із змінним залежно від швидкості зусиллям і м'яка підвіска особливо хороші на нових примірниках, але після тривалої інтенсивної експлуатації (особливо на наших дорогах) амортизатори не витримують, що призводить до поломок важелів і елементів підвіски. На вузлах трансмісії це теж позначається. Вже після року експлуатації в Росії можуть виникнути проблеми з автоматичною КП, головною передачею і шарніром рівних кутових швидкостей.

### Двигуни
- 2.0 л C20A V6 (Японія)
- 2.0 л C20AT turbo V6 (Японія)
- 2.5 л C25A V6
- 2.7 л C27A V6

## Друге покоління (KA7/KA8) (1990-1996)

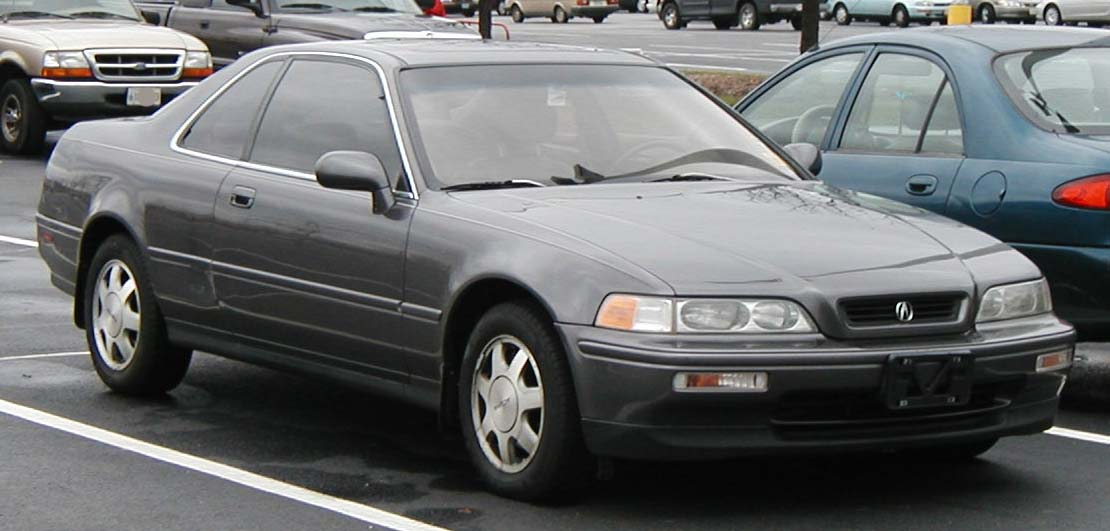
Acura Legend 2 Coupe (1990-1996)

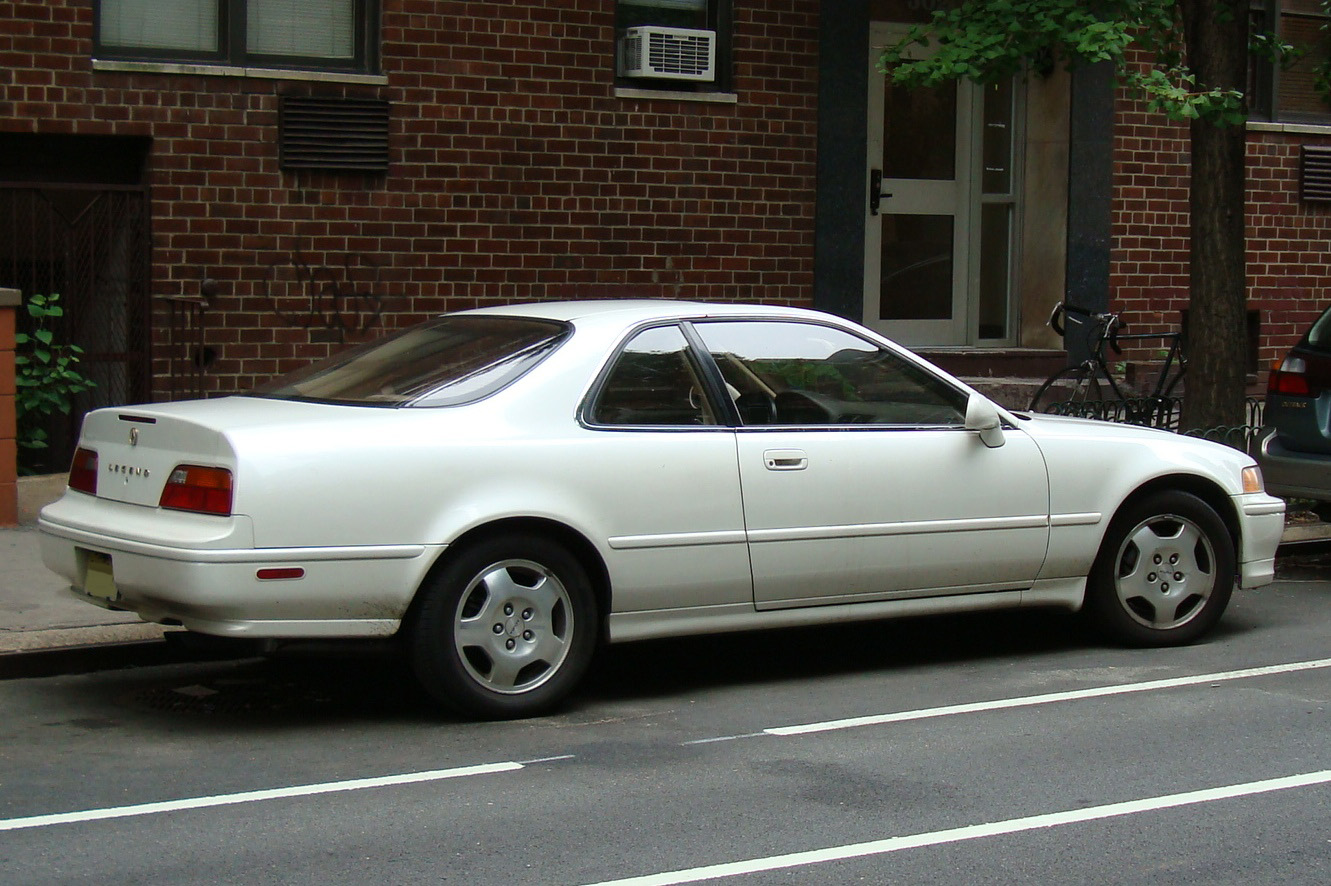
Honda Legend 2 Coupe (1990-1996)

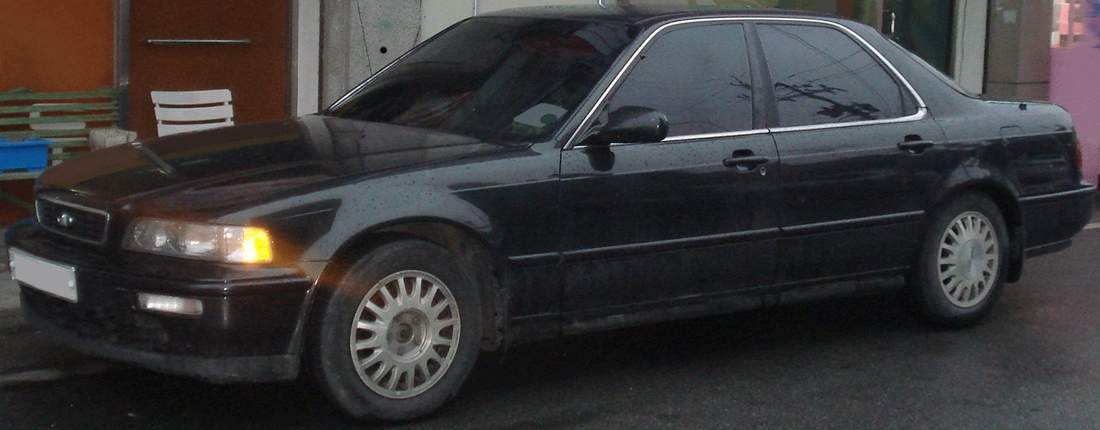
Daewoo Arcadia (1993-2000)

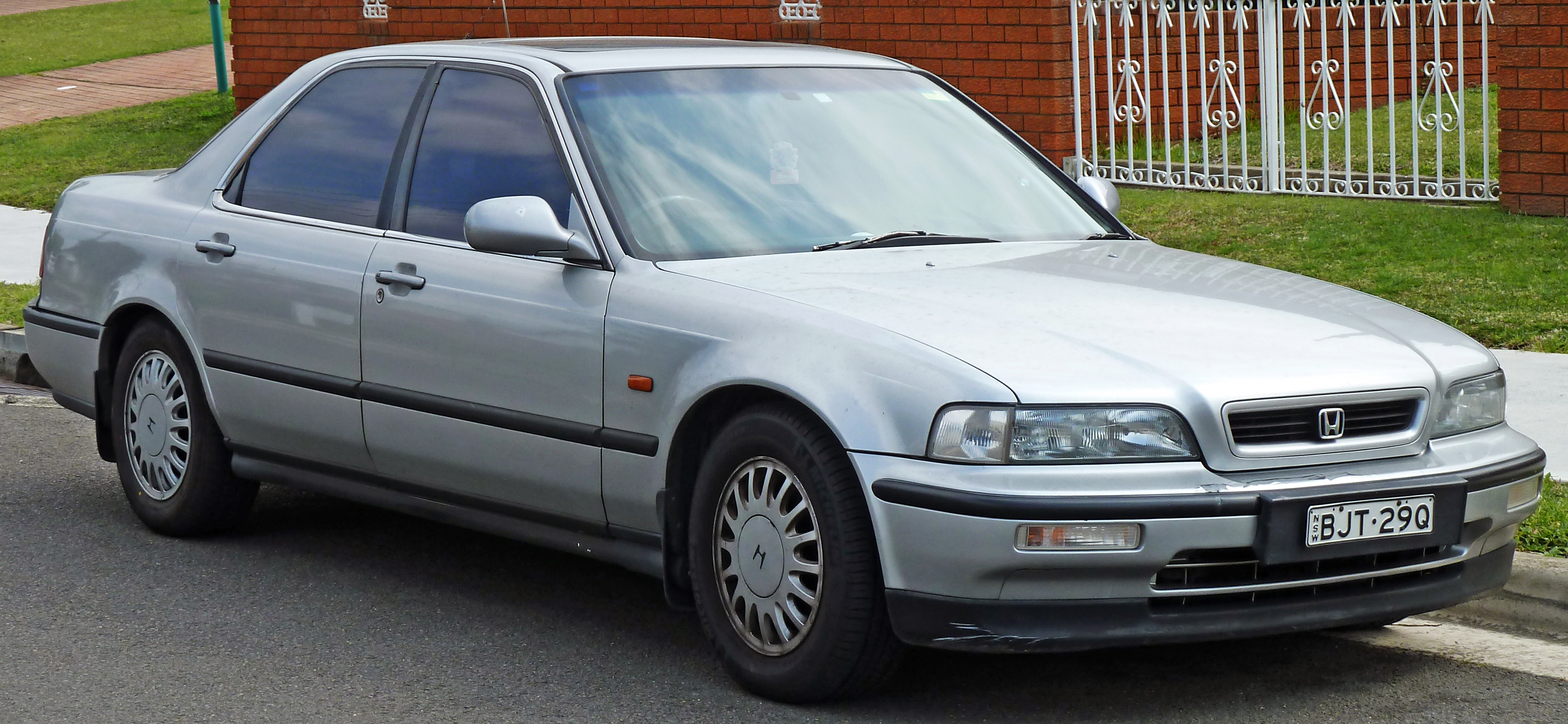
Honda Legend 2 (1990-1996)

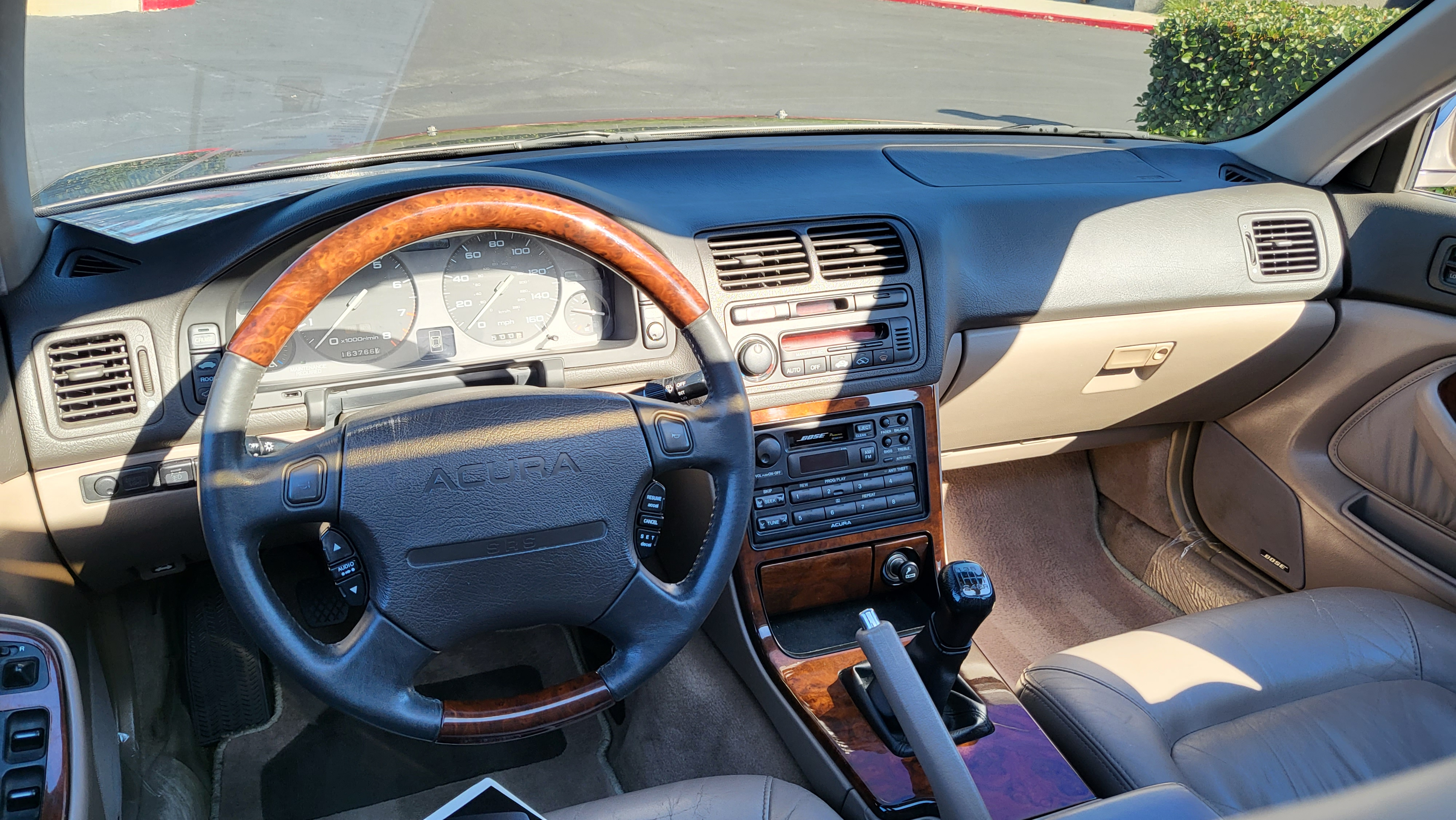

Модель Legend розроблялася компанією Хонда, перш за все, є метою проникнення на перспективний і престижний ринок Північної Америки. Мета ця була досягнута, але поступово ринок став вимагати дещо змінити «статус» цього автомобіля. У зв'язку з цим в 1990 році дебютувала машина другого покоління сімейства Legend у кузові седан та купе. Довжина її кузова була майже 5 метрів, що додавало їй набагато більш солідний вигляд, ніж у попередниці, яка справедливо сприймалося кілька «легковагої». Слідуючи вимогам ринку, виробник змінив не тільки габарити і зовнішній дизайн, але й вніс зміни, спрямовані на поліпшення ходових якостей. Двигун, як і раніше, залишався V-подібним з 6-ма циліндрами, але його робочий об'єм був збільшений до 3.2 літра. Розвиває потужність становила 215 к.с., що для такого кузова було більш ніж достатньо. Двигун був розташований так, що вдалося якнайкраще збалансувати вагу автомобіля. Зокрема, будучи передньопривідною машиною, вона демонструвала таку маневреність, яка ставила її в один ряд із найкращими зразками машин із заднім приводом. Істотну роль у покращенні ходових якостей відіграла зміна конструкції підвіски. Тепер кожне з 4 коліс кріпилося на кузові за допомогою двох паралельних поперечних важелів (double wishbones). У 1993 році модельний ряд поповнився серією Touring. Машини цієї серії були оснащені новим двигуном, на якому були модифіковані системи впуску й випуску. Після внесених змін двигун міг розвивати потужність у 235 к.с.
Друге покоління за ліцензією, виданою Daewoo Motors, випускалося з 1993 по 2000 роки під назвою Daewoo Arcadia.

### Двигуни
- 3.2 л C32A V6 215 к.с.
- 3.2 л C32A V6 235 к.с.

## Третє покоління (KA9) (1996-2004)

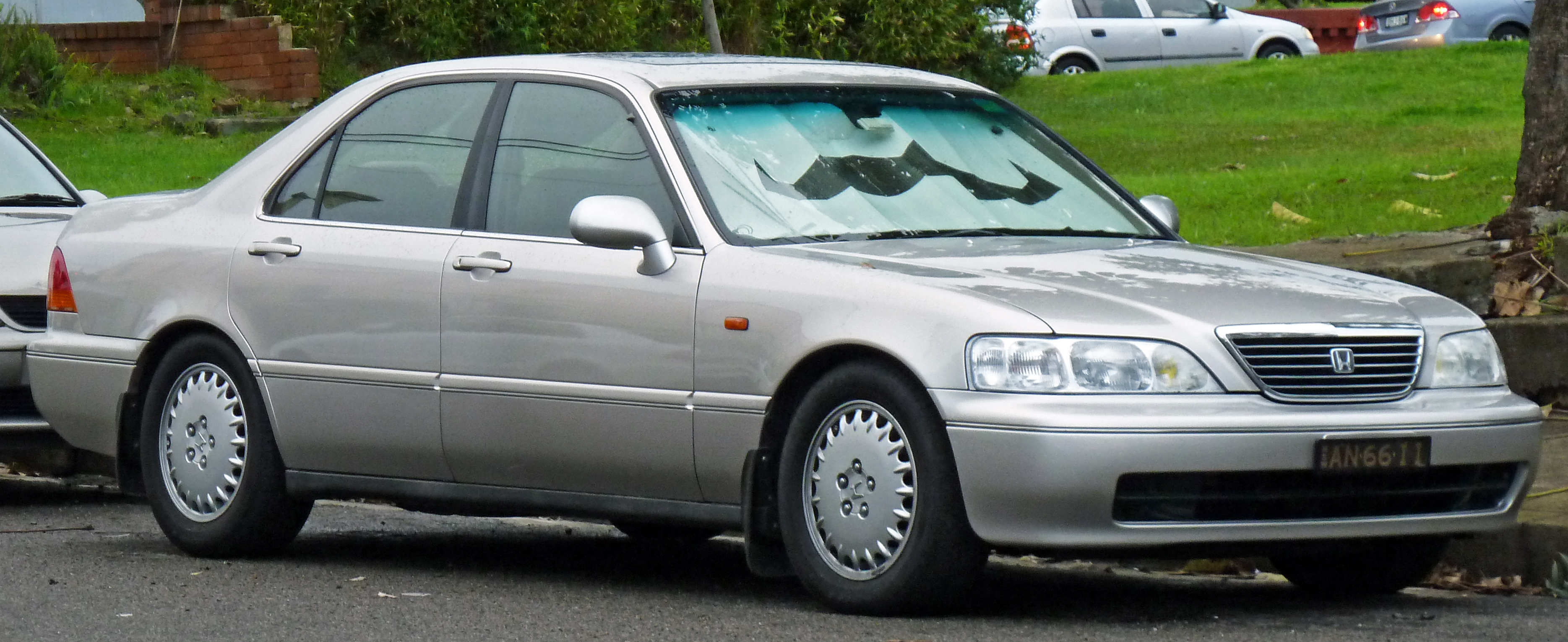
Honda Legend 3 (1996-1998)

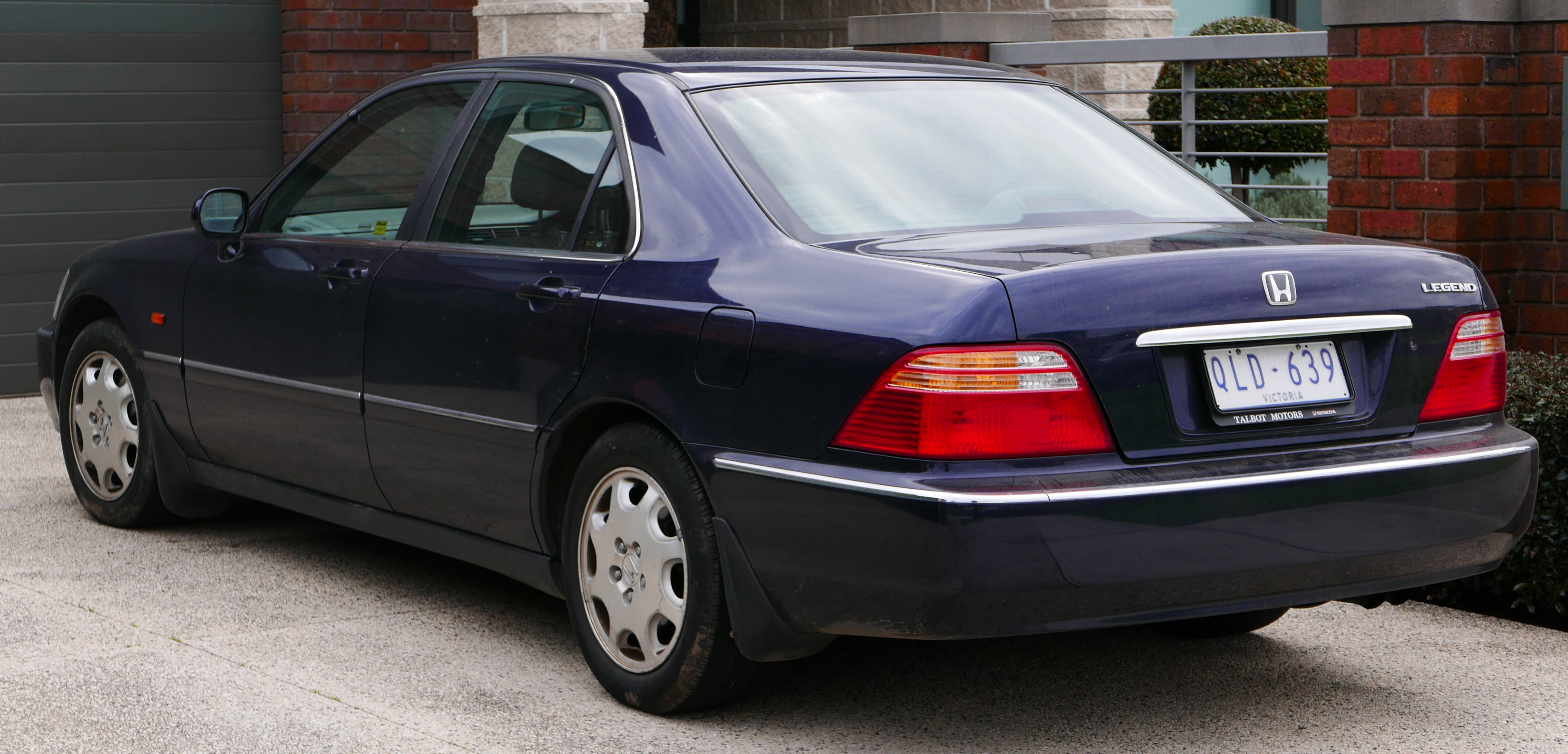
Honda Legend 3 (1996-1998)

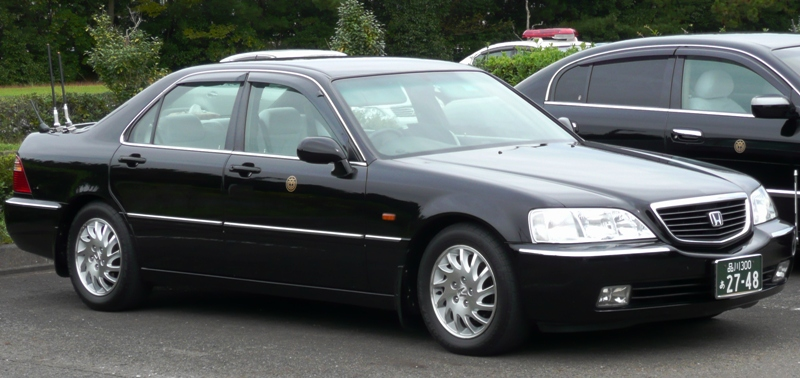
Honda Legend 3 (1998-2004)

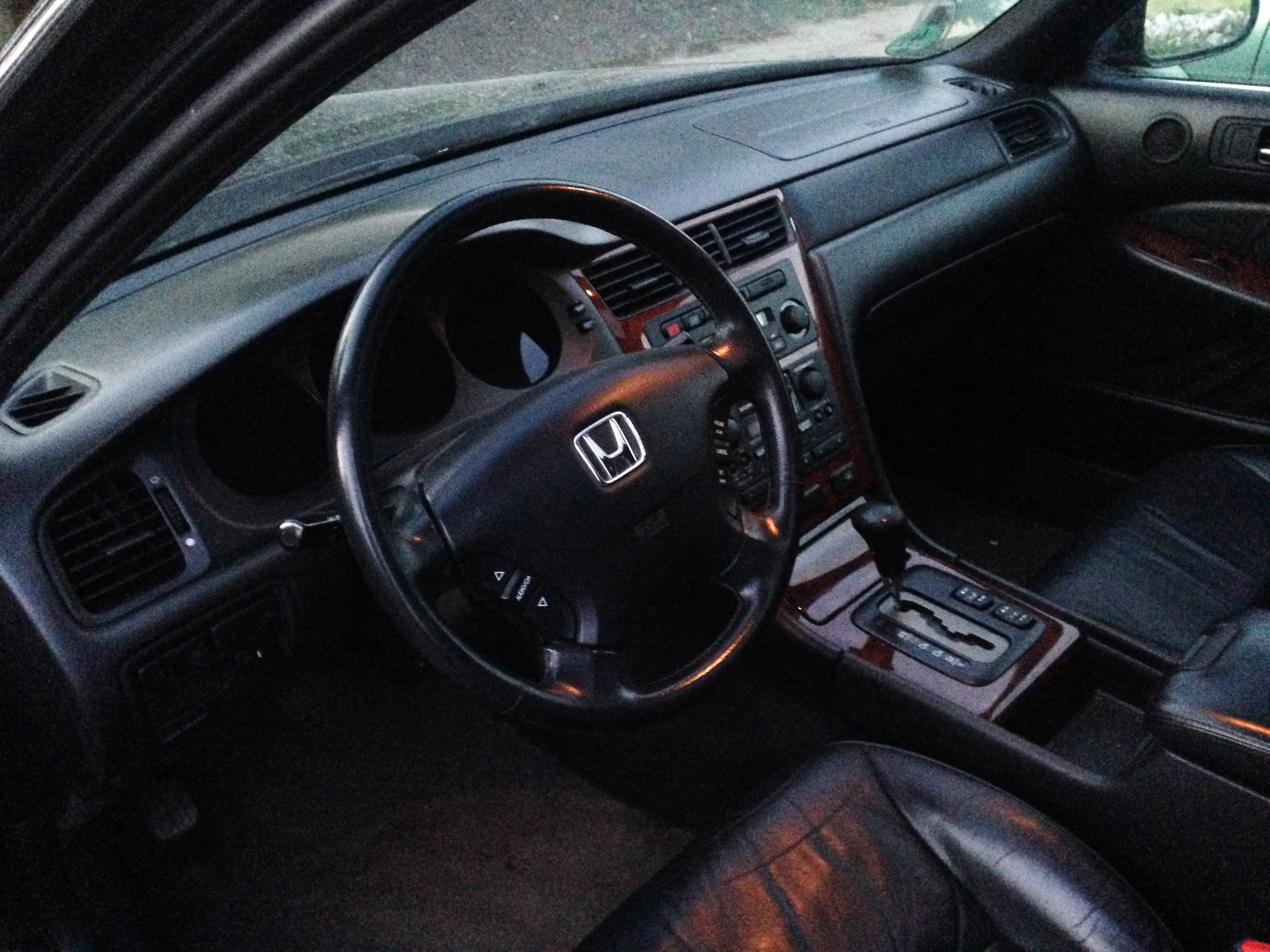
Honda Салон Legend 3

Третє покоління Legend в кузові седан почали випускати в 1996 році. Воно продовжило концепцію своїх попередників: 
- Розміри кузова трохи збільшилися при незмінній базі.
- Так само, як і попереднє покоління, оснащується 24-клапанним двигуном V6;
- Однак якщо в попередньому поколінні об'єм двигуна становив 3,2 літра, то зараз він збільшився до 3,5 літрів.
- Потужність залишилася колишньою —215 к.с., збільшився крутний момент.

На Legend використовується незалежна підвіска всіх чотирьох коліс, по праву є гордістю Honda. Завдяки їй, автомобіль має легкий, плавний хід, що, по суті, стало однією з привабливих сторін цієї моделі. Ходові якості Legend не поступаються іншим першокласним машин. Крім того, слід особливо відзначити те, що при русі автомобіля вдалося домогтися відносно високого рівня безшумності. Звичайно, існує деякий шум від роботи двигуна, але низька шумність була отримана за рахунок максимального зниження звуку вітру завдяки формі кузова, що має відмінну аеродинаміку, і системі звукоізоляції.
Крім того, автомобіль має прекрасне оформлення та оснащення інтер'єру. Салон дуже комфортний завдяки наявності в ньому спеціальних сидінь, що поглинають вібрацію. У 1998 році в результаті рестайлінгу решітка радіатора стала більшою, а кузов — жорсткішим.

### Двигун
- 3.5 л C35A V6 215 к.с.

## Четверте покоління (KB1/KB2) (2004-2012)
Представлено 7 жовтня 2004 року.

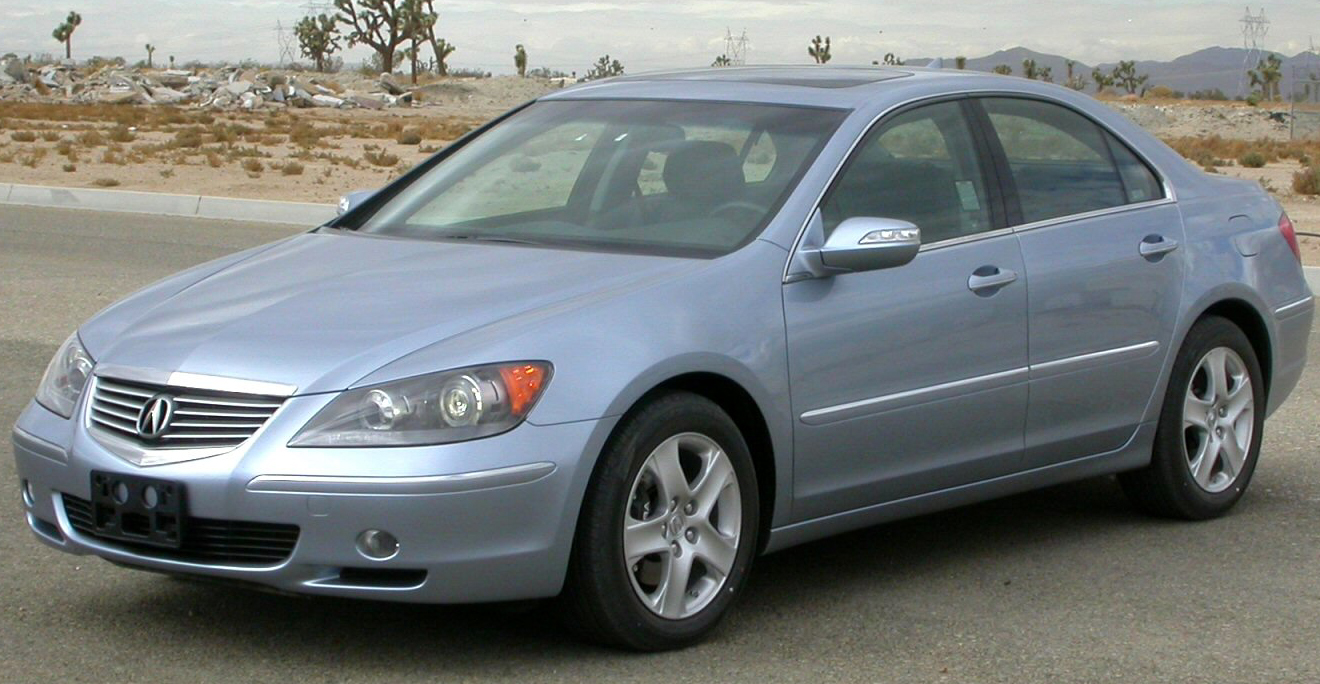
Acura RL (2004-2008)

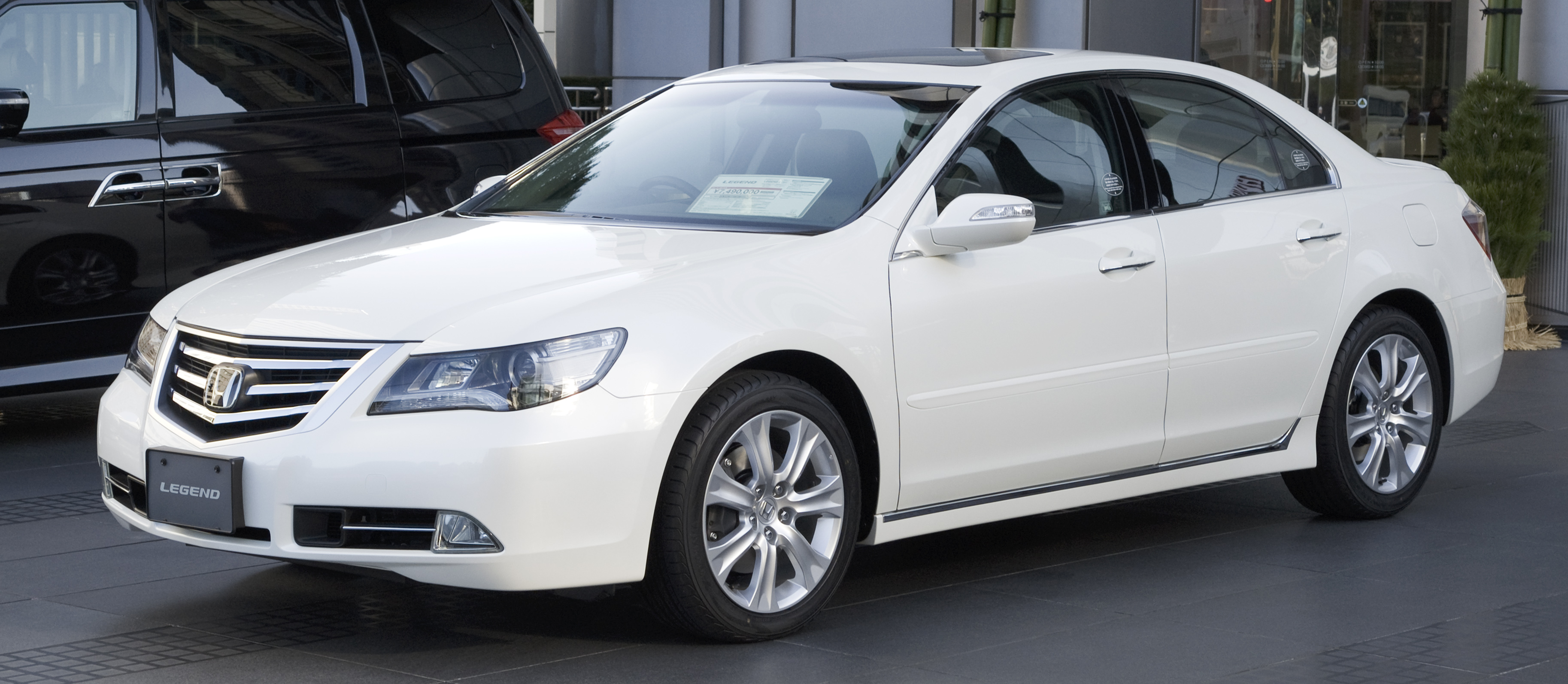
Honda Legend 4 (2008-2012)

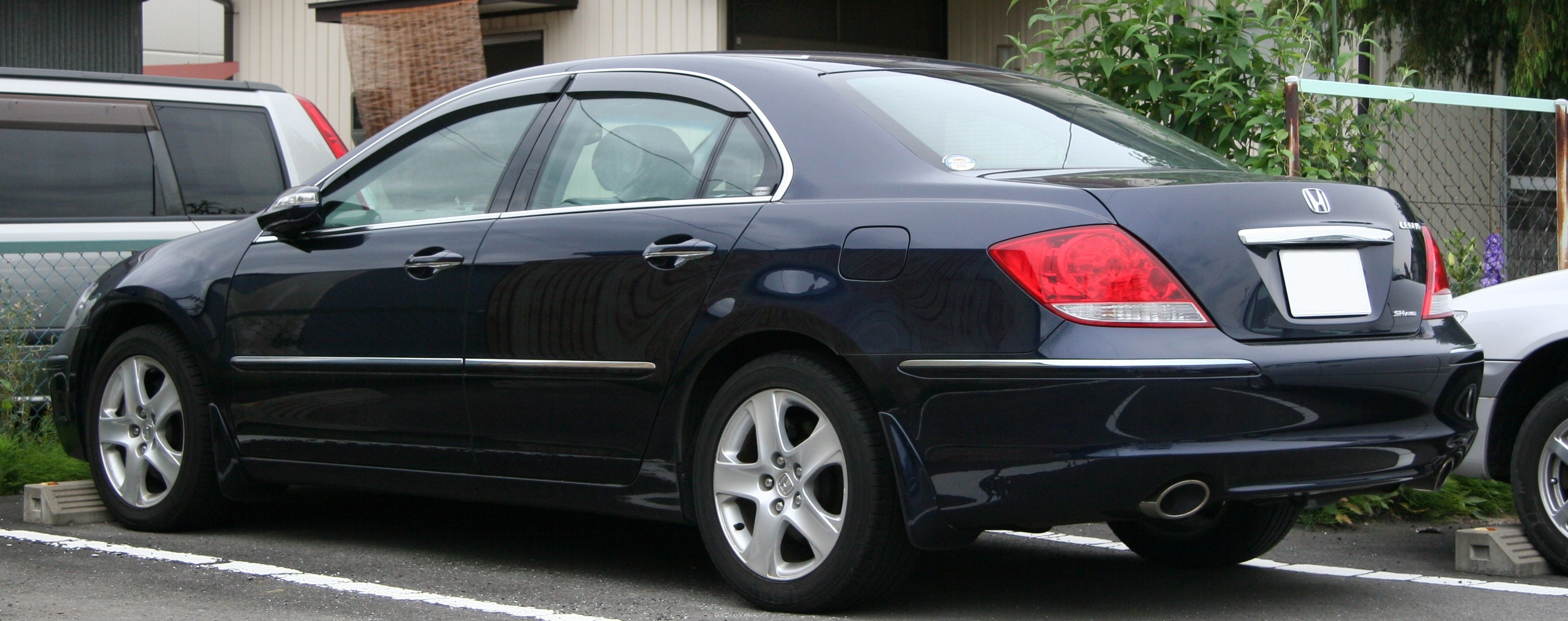
Honda Legend 4 (2004-2008)

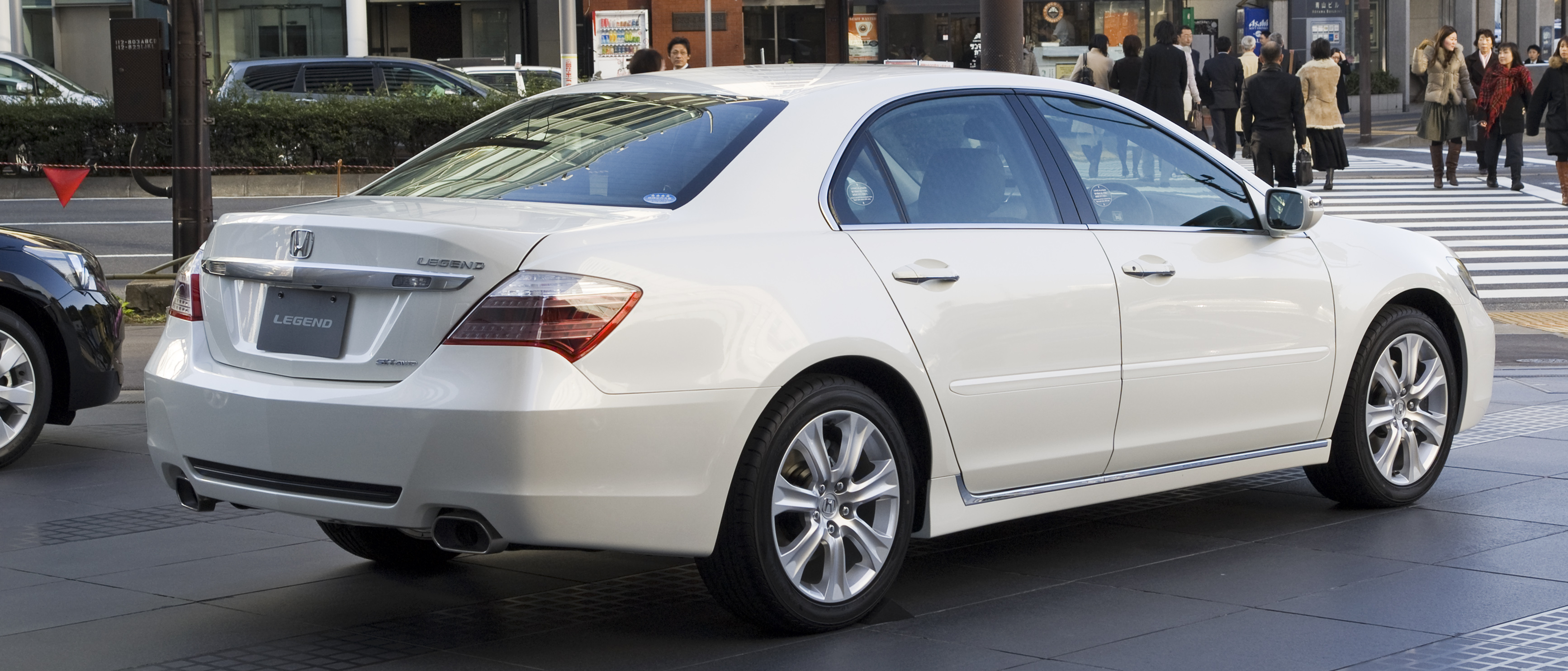
Honda Legend 4 (2008-2012)

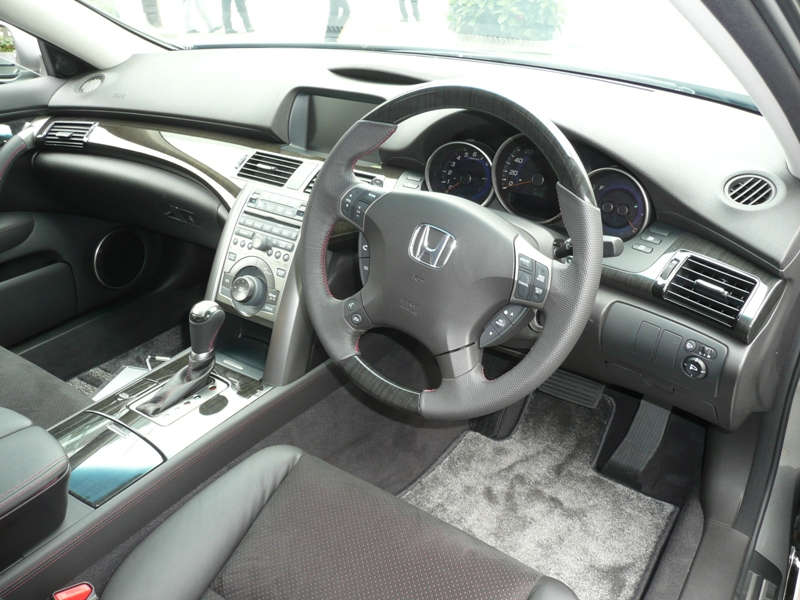
Honda Салон Legend 4

Завдяки новітнім технологіям в поєднанні з інноваційними системами забезпечення комфорту і безпеки, нова Honda Legend по праву займає місце в першому ряду розкішних чотирьохдверних седанів. Вірна своєму спортивному напряму, Honda у своїй новій моделі преміум-класу пропонує комфортний салон з елементами спортивного стилю.
Елегантний дизайн моделі Legend відповідає її статусу, в той час як динамічні лінії кузова відображають спортивний темперамент, натякаючи на потужність двигуна. Характерною рисою передньої частини є похилий капот. При погляді збоку стрімкі лінії кузова, форма вікон і коротка масивна задня частина ще більше підкреслюють клиноподібну форму Legend. 
Нова Legend на 20 мм вище і на 25 мм ширше попередньої моделі. Загальна габаритна довжина, однак, зменшилася на 38 мм, і колісна база на 110 мм. Довжина пасажирського салону збільшилася на 30 мм, а висота на 40 мм. У результаті, незважаючи на зменшення габаритної довжини, салон став просторіше. Пасажири всі так само можуть насолодитися його вишуканістю, ергономічністю, і прекрасною обробкою.
Оснащується 3,7 літровим (3471 см³) V-подібним 6-циліндровим двигуном потужністю 295 к.с., оснащеним системою VTEC.
Honda Legend був визнаний Автомобілем року в Японії (2004-2005).
У 2005 році технологія повного приводу «SH-AWD» (Super Handling All-Wheel Drive) отримала номінацію «Технологія року» премії RJC (Японія). Технологія Select-Shift була застосована в 5-швидкісній АКПП.
У 2008 році модель модернізували, змінивши зовнішній вигляд і оснащення.
Базова комплектація автомобіля досить багата і включає у себе:
- автоматичний клімат-контроль;
- електричні склопідйомники;
- підігрів і електропривод передніх сидінь;
- регульовану по висоті і куту нахилу рульову колонку;
- радіомагнітолу з програвачем компакт-дисків;
- круїз-контроль;
- камеру заднього виду;
- Bluetooth;
- шкіряну оббивку салону;
- бічні подушки безпеки;
- натягувачі ременів безпеки[1].

### Двигуни
- 3.5 л J35A 290 к.с. (2004-2008)
- 3.7 л J37A2 300 к.с. (2009-2012)

## П'яте покоління (KC2) (2014-2021)

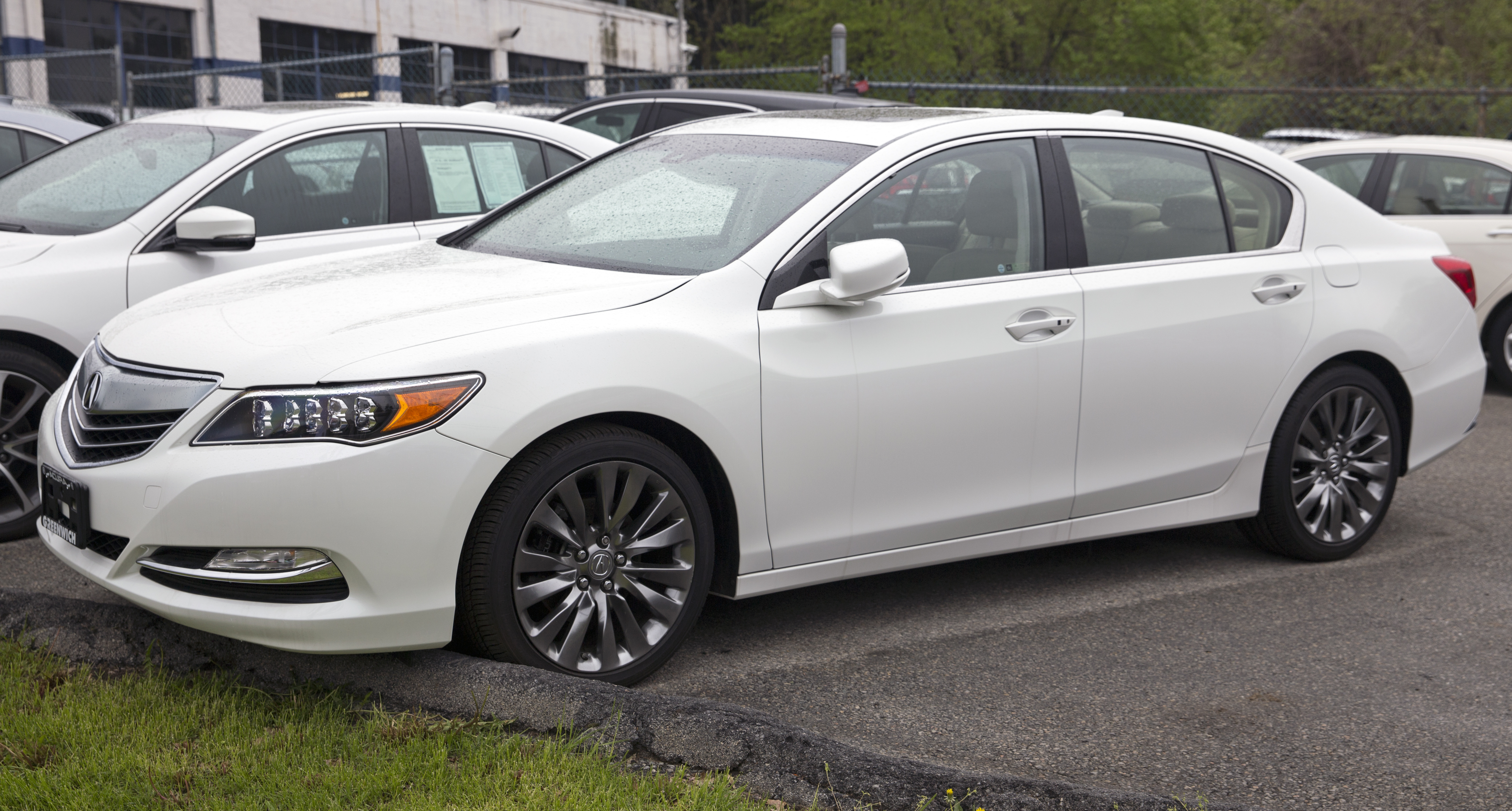
Honda Legend 5 (2014-2018)

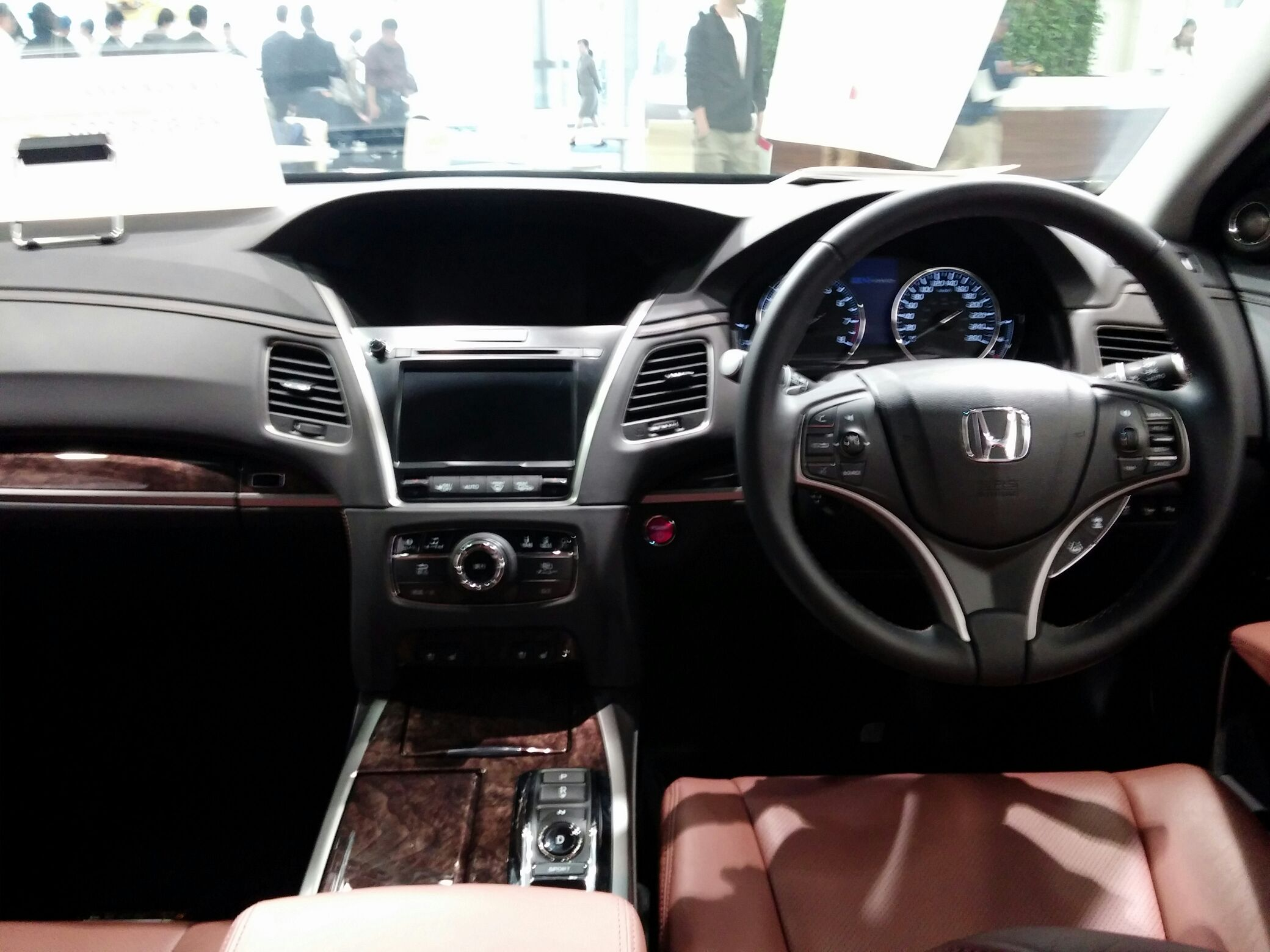
Honda Legend 5 (2014-2018)

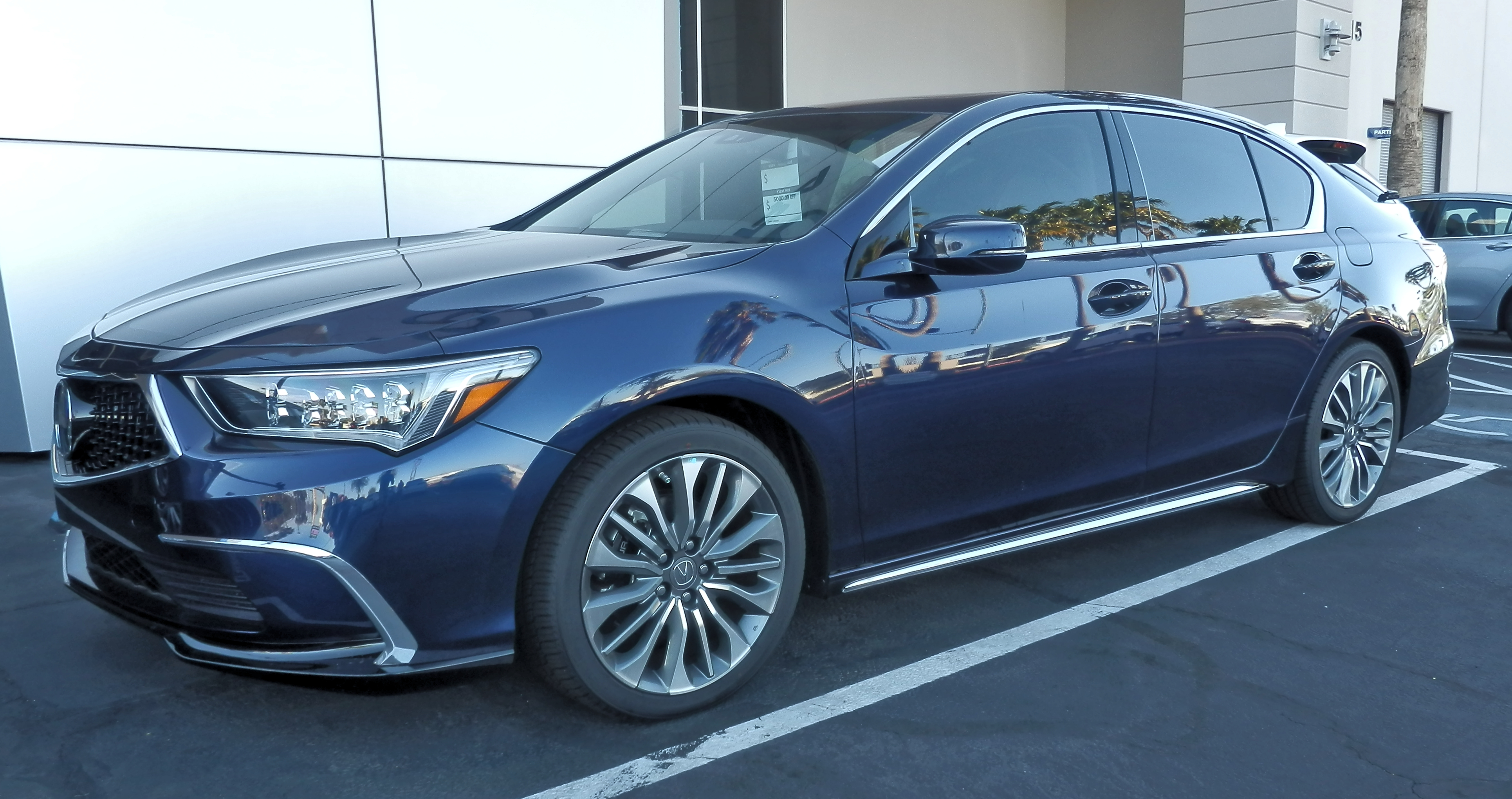
Honda Legend 5 (2018-наш час)

В листопаді 2014 року компанія Honda представила нове покоління седана Legend, призначеного для ринку Японії. У США цей автомобіль на той момент вже продавався під назвою Acura RLX. У порівнянні з попередником кузов став жорсткішим на 52% на вигин і на 46% на крутіння, так як вміст високоміцних сталей в ньому збільшилася до 55%. Капот, передній підрамник і деякі зовнішні панелі виконані з алюмінію.
Седан отримав гібридну силову установку потужністю 382 к.с. з фірмовою системою повного приводу SH-AWD. Legend обладнаний 3,5-літровим бензиновим V6 і трьома електромоторами, один з яких встановлений між ДВЗ і семиступінчастим "роботом", а два інших 27-кіловатних двигуна розташовані на задніх колесах.
Водій зможе вибрати один з трьох режимів руху: повністю електричний (працюють тільки задні електромотори - седан буде заднеприводним), гібридний варіант з повним приводом і їзда на ДВЗ з переднім приводом. Заявлена виробником витрата палива новинки становить 5,9 літра на 100 км шляху (по циклу JC08).
Автомобіль можна замовити з одним з трьох видів обробки салону шкірою. За умовчанням седан оснащений проєкційним дисплеєм, системою активної безпеки Honda Sensing і аудіосистемою з 14 динаміками.
- Передня підвіска - незалежна, на подвійних поперечних важелях, стабілізатор поперечної стійкості;
- Задня підвіска - незалежна, багатоважільна, стабілізатор поперечної стійкості;
- Передні гальма - дискові, вентильовані;
- Задні гальма - дискові, вентильовані.

В 2018 році модель модернізували, змінивши передню частину автомобіля.

### Двигун
- 3.5 л J35Y4 V6 310 к.с. (230 кВт), при 5800 об/хв, 359 Нм, при 3800 об/хв